# Jednolite studia magisterskie
Jednolite studia magisterskie – studia zawodowe realizowane w szkole wyższej, które umożliwiają uzyskanie specjalistycznej wiedzy w określonym zakresie kształcenia i przygotowują do twórczej pracy w określonym zawodzie. Kończą się uzyskaniem tytułu zawodowego: magistra, magistra inżyniera albo tytułu równorzędnego (np. lekarz, lekarz dentysta lub lekarz weterynarii).
Nauka na studiach jednolitych magisterskich trwa, w zależności od kierunku, od 9 do 12 semestrów (5–6 lat).
Ten rodzaj studiów został wprowadzony przez nieobowiązującą już ustawę z dnia 27 lipca 2005 r. Prawo o szkolnictwie wyższym. Aktualnie obowiązuje na podstawie ustawy z dnia 20 lipca 2018 r. Prawo o szkolnictwie wyższym i nauce.
Obecnie w polskim szkolnictwie wyższym funkcjonują następujące kierunki studiów prowadzone wyłącznie jako jednolite studia magisterskie:
- analityka medyczna,
- farmacja,
- fizjoterapia,
- kierunek lekarski,
- kierunek lekarsko-dentystyczny,
- pedagogika przedszkolna, wczesnoszkolna i specjalna,
- prawo,
- prawo kanoniczne,
- weterynaria.

Kierunki studiów związane z kształceniem w zakresie psychologii, psychologii i biologii zwierząt, logopedii, architektury, architektury wnętrz, teologii, aktorstwa, aktorstwa teatru lalek, muzyki, konserwacji i restauracji dzieł sztuki, realizacji obrazu filmowego, telewizyjnego i fotografii, reżyserii, scenografii, grafiki, na których kształci się wyłącznie żołnierzy zawodowych albo strażaków w służbie kandydackiej, na których jest realizowane wyłącznie kształcenie przygotowujące do wykonywania zawodu nauczyciela, inne niż kierunki pedagogika przedszkolna, wczesnoszkolna albo specjalna,
malarstwa oraz rzeźby mogą być prowadzone jako jednolite studia magisterskie.
Na wszystkich pozostałych kierunkach obowiązuje podział na studia I i II stopnia, co wynika z tzw. deklaracji bolońskiej.